# Lathroteles obscura
Lathroteles obscura är en fjärilsart som beskrevs av Clarke 1971. Lathroteles obscura ingår i släktet Lathroteles och familjen Crambidae. Inga underarter finns listade i Catalogue of Life.